# Kazjaryna Baryssewitsch

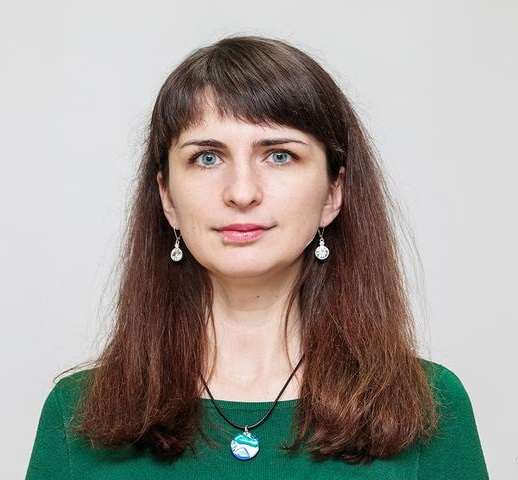
Kazjaryna Baryssewitsch, 2021

Kazjaryna Baryssewitsch (belarussisch Кацярына Анатольеўна Барысевіч, russisch Екатерина Анатольевна Борисевич Ekaterina Borissewitsch; * 2. August 1984 in Staryja Darohi, Minskaja Woblasz, Weißrussische Sozialistische Sowjetrepublik, Sowjetunion) ist eine belarussische Journalistin. Sie arbeitete für die Website TUT.BY. Sie schrieb einen Artikel über den Tod von Raman Bandarenka 2020 und wurde dafür festgenommen und zu einem halben Jahr Gefängnis verurteilt.

## Frühes Leben und Karriere
Sie wurde in Staryja Darohi geboren. Während des Studiums an der Belarussischen Staatlichen Universität arbeitete sie halbtags für den Radiosender „Nowaje Radyjo“, dann für den Hörfunk „1. Kanal“ von Belaruskaja Tele-Radio Campanija. 2007 absolvierte sie die Fakultät für Journalismus der Belarussischen Staatlichen Universität mit einem Abschluss in Fernseh- und Radiojournalismus. 2007 nahm sie eine Stelle beim Radiosender Eurapejskaje Radyjo dlja Belarussi an. Sie musste 2008 mit ihrer Arbeit aufhören, als das Büro des Rundfunksenders in Minsk durchsucht und alle Mitarbeiter nach Warschau evakuiert werden sollten. Sie blieb in Minsk und nahm eine Stelle bei der Komsomolskaja Prawda in Belarus an, wo sie hauptsächlich über die Kriminalchronik berichtete. Für die Zeitung arbeitete sie bis Januar 2017, bevor TUT.BY sie abwarb.

### Strafverfahren
Nachdem sie ihren Artikel über Raman Bandarenka veröffentlicht hatte, wurde Baryssewitsch am 19. November 2020 in Minsk verhaftet. Die TUT.BY-Journalistin und der Arzt Arzjom Sorokin wurden im Zusammenhang mit den Strafverfahren festgenommen, weil sie medizinische Informationen darüber meldeten, dass das Opfer völlig nüchtern war. Das widersprach den Worten von Aljaksandr Lukaschenka und Natallja Katschanawa, dass Bandarenka betrunken gewesen sei.
Bei einer Gerichtsverhandlung am 2. März 2021 in Minsk unter der Leitung der Richterin Swjatlana Bandarenka wurde Baryssewitsch zu einem halben Jahr Gefängnis und einer Geldstrafe für Schadensersatz in 100 Basiseinheiten (ca. 900 Euro) verurteilt, weil sie während der Proteste in Belarus ab 2020 über den verstorbenen Raman Bandarenka geschrieben hatte. Die Berufung gegen das Urteil am 20. April 2021 vom Stadtgericht Minsk war nicht erfolgreich. Der Anwalt forderte Freispruch, die Staatsanwaltschaft eine härtere Strafe, aber das Urteil wurde bestätigt.

## Reaktion
Am 24. November 2020 erkannte Amnesty International Baryssewitsch und den Arzt Arzjom Sorokin als gewaltlose politische Gefangene an. Durch eine gemeinsame Erklärung von zehn Organisationen (Wjasna, der Belarussische Journalistenverband, das Belarussische Helsinki-Komitee u. a.) wurde sie am selben Tag auch als politische Gefangene anerkannt. Der stellvertretende Vorsitzende des Belarussischen Journalistenverband Boris Garetzky sagte, dass die Behörden nicht mit dem Problem, sondern mit den Medien kämpfen: „Sie denken, wenn die Presse nicht über Bandarenka schreibt, werden die Leute nichts davon wissen. Sie werden natürlich alles erfahren, aber die Medien werden immer noch angegriffen.“
Am 16. Dezember 2020 übernahm Cem Özdemir, Mitglied des Deutschen Bundestages, die Patenschaft für die politische Gefangene. Er sagte: „Es ist von unschätzbarem Wert, dass mutige Journalist*innen wie Kazjaryna Baryssewitsch die Wahrheit ans Licht bringen. … Kazjaryna Baryssewitsch ist eine von vielen beeindruckenden Frauen, die den Wandel in Belarus vorangetrieben haben.“
In einer offenen Erklärung der Redaktion von TUT.BY am 2. März 2021 wurde Baryssewitschs Urteil als illegal und unfair, „Rache an ihr persönlich für ihre Arbeit und Versuch, Druck auf TUT.BY und andere unabhängige Medien auszuüben“, bezeichnet. Alle Journalisten, Redakteure und Mitarbeiter der Website sprachen sich für die sofortige Freilassung von Baryssewitsch aus. Vertreter der Deutschen Journalisten-Verband, Reporter ohne Grenzen, Cem Özdemir kritisierten auch das Urteil. Swjatlana Zichanouskaja nannte die Gerichtsentscheidungen gegen den Arzt und die Journalistin einen Beweis, dass „die Wahrheit zu einer Straftat für das Regime wurde“, und ihre Meinung wurde bei der Kapitänin der belarussischen Basketballnationalmannschaft der Damen Kazjaryna Snyzina wiederholt. Der Belarussische Journalistenverband verurteilte auch die Haftstrafe gegen Kazjaryna Baryssewitsch für ihre Arbeit.
Zu den Organisationen, die Baryssewitschs Inhaftierung und Verurteilung verdammten, gehörten die Europäische Journalisten-Föderation, das Komitee zum Schutz von Journalisten und das International Press Institute. Zunächst als Journalistin ausgebildet, Miss Belarus Wolha Chischynkowa kommentierte das Urteil: „Ich freue mich über das «weiche» Urteil für völlig unschuldige Menschen, dass das keine fünf oder zehn Jahre im Gefängnis ist. Was erreichten wir?!“ Theresa Ribeiro, OSZE-Beauftragte für die Freiheit der Medien, nannte das Urteil gegen Baryssewitsch einen weiteren Schlag gegen die Medienfreiheit in Belarus.

### Auszeichnungen
- Am 10. Dezember 2020 wurde sie als Journalistin des Jahres (2020) anerkannt.[18][19][20]
- Am 9. April 2021 wurde Baryssewitsch zusammen mit Darja Tschulzowa und Kazjaryna Andrejewa (beide von Belsat TV) mit dem nach Ales Lipaj (der Gründer von BelaPAN) benannten Preis „Die Ehre des Journalismus“ ausgezeichnet.[21]
- Am 14. Juli 2021 wurde Baryssewitsch mit dem CPJ International Press Freedom Award ausgezeichnet.[22]
- Am 12. August 2021 wurde Baryssewitsch zusammen mit Darja Tschulzowa, Kazjaryna Andrejewa u. a. Preisträger des Gerd Bucerius-Förderpreis Freie Presse Osteuropas (2021)[23]

## Persönliches Leben
Sie hat eine Tochter.